# التصور (عملية إبداعية)
الفكر هو العملية الإبداعية لتوليد الأفكار الجديدة وتطويرها وتوصيلها، حيث تُفهم الفكرة على أنها عنصر أساسي في التفكير يمكن أن يكون مرئيًا أو ملموسًا أو مجرّدًا. [1] يشمل التفكير جميع مراحل دورة التفكير، من الابتكار، إلى التطوير، إلى التنفيذ. [2] يمكن إجراء الفكر من قبل الأفراد أو المنظمات أو الحشود. على هذا النحو، هو جزء أساسي من عملية التصميم، سواء في التعليم أو الممارسة. [3]

## طرق الابتكار
يقترح كتاب Ideation: The Birth and Death of Ideas ولادة وموت الأفكار (للكاتب Graham and Bachmann) الطرق التالية للابتكار:
حل المشكلةهذه هي الطريقة الأكثر بساطة للتقدم، حيث يجد أحدهم مشكلة ونتيجة لذلك، يحلها.
فكرة مشتقةهذا ينطوي على أخذ شيء موجود بالفعل وتغييره.
فكرة تكافليةهناك طريقة تكافلية لخلق الفكرة هي عندما يتم الجمع بين أفكار متعددة، وذلك باستخدام عناصر مختلفة لكل منها لجعل الكل.
فكرة ثوريةفكرة ثورية تنفصل عن الفكر التقليدي وتخلق منظورًا جديدًا. على سبيل المثال، كتابات كوبرنيكوس (تطور الفكر اليوناني الكلاسيكي).
اكتشاف سرنديبيالحلول الصدفة هي الأفكار التي تم تطويرها بدون قصد بدون نية المخترع. على سبيل المثال، اكتشاف البنسلين.
الابتكار المستهدفإنشاء صفقات الابتكار المستهدف مع مسار مباشر للاكتشاف. وغالبًا ما يكون هذا مصحوبًا ببحث مكثف من أجل الحصول على حل متميز ومتوقع. على سبيل المثال، البرمجة الخطية.
الابتكار الفنيالابتكار الفني يتجاهل ضرورة التطبيق العملي ولا يحمل أي قيود.
الفكرة الفلسفيةالفكرة الفلسفية تعيش في عقل الخالق ولا يمكن إثباتها أبدًا. [4] ومع ذلك، لا يزال هذا النوع من الأفكار يحتوي على آثار متبقية واسعة. على سبيل المثال، فكرة تكرار الأبدية.
الاكتشاف بمساعدة الكمبيوتريستخدم هذا الكمبيوتر من أجل توسيع إمكانيات البحث والإمكانيات الرقمية.
هذه القائمة من الأساليب ليست بأي حال شاملة أو دقيقة بالضرورة. يمكن وصف أمثلة غراهام وباخمان للأفكار الثورية على أنها تطورية؛ وقد اعتمد كل من ماركس وكوبرنيكوس على مفاهيم موجودة مسبقًا في سياقات جديدة أو مختلفة. وبالمثل، فإن الوصف المقدم للابتكار الفني يمثل وجهة نظر واحدة.
تفاهمات أكثر دقة، مثل تلك التي أعرب عنها ستيفن Nachmanovitch في اللعب الحر: الارتجال في الحياة والفن، والاعتراف بالقوة التوليدية التقنية وفرض القوة ضمن ممارسات فنية محددة. في اللوحة، على سبيل المثال، القيود التقنية مثل الإطار، السطح واللوحة، جنبا إلى جنب مع القيود الإدراكية مثل العلاقات الشكل / الأرض والمنظور، توفر أطر مبتكرة للرسام. وبالمثل في الموسيقى، تعمل المقاييس التوافقية والمقاييس الزمنية والمترجمة جنباً إلى جنب مع خيارات الأجهزة والتعبير لإنتاج نتائج محددة والارتقاء بالنتائج الجديدة.
إن نموذج T.O.T.E. وهو إستراتيجية تكرارية تُستخدم لحل المشكلات وتعتمد على حلقات ردود الفعل، يوفر نهجا بديلا للنظر في عملية التصور. ويمكن اعتبار التصور أيضًا كوجهة للأنظمة المولدة الأخرى، مثل التولد.

## نقد
أصبحت كلمة «الأفكار» تحت النقد غير الرسمي بأنها مصطلح بلغة لا معنى لها، [5] بالإضافة إلى كونها مشابهة بشكل غير لائق للمصطلح النفسي للتفكير الانتحاري. [6]